# Parco eolico di Schiavi di Abruzzo
Il parco eolico di Schiavi di Abruzzo è un impianto di produzione di energia eolica situato nel territorio comunale di Schiavi di Abruzzo in provincia di Chieti e fa parte del Comprensorio eolico Alto Vastese.
L'impianto è stato realizzato nel 2001 con l'installazione di 15 aerogeneratori da 600 kW, per una potenza complessiva di 9 MW.
Il parco eolico è collegato alla stazione elettrica di Monteferrante, che trasforma l'energia elettrica in alta tensione (150 kV) verso la rete pubblica.